# Passion and Warfare
| Recensione | Giudizio |
| ---------- | -------- |
| AllMusic   |          |

Passion and Warfare è il secondo album del chitarrista statunitense Steve Vai, interamente strumentale, pubblicato nel 1990.
È considerato dalla stampa specializzata e dalla maggior parte degli appassionati di virtuosismo chitarristico come uno degli album di rock strumentale migliori di sempre, nonché tra i più influenti per le successive generazioni di shredder.

## Il disco
Vai sostiene di aver scritto le musiche basandosi su una serie di sequenze di sogni che ricorda di aver avuto in gioventù. Ha registrato l'album interamente nel Mothership studio a casa sua in Hollywood Hills, una costruzione di 150 m² dove erano state registrate anche le sue parti per chitarra dell'album Slip of the Tongue degli Whitesnake (in Passion and Warfare il cantante David Coverdale ha piccole parti parlate).
Vai ricorre a svariate tecniche di registrazione particolari e per una traccia, For the Love of God, ha smesso di mangiare per dieci giorni, per poi registrare questa canzone nel quarto giorno di digiuno, così da arrivare ad uno stato mentale che riteneva avrebbe impresso maggior feeling alla sua esecuzione del brano.

## Tracce
Testi e musiche di Steve Vai.
1. Liberty – 2:03
2. Erotic Nightmares – 4:15
3. The Animal – 4:01
4. Answers – 2:56
5. The Riddle – 6:24
6. Ballerina 12/24 – 1:43
7. For the Love of God – 6:03
8. The Audience Is Listening – 5:30
9. I Would Love To – 3:41
10. Blue Powder – 4:44
11. Greasy Kid's Stuff – 2:58
12. Alien Water Kiss – 1:10
13. Sisters – 4:07
14. Love Secrets – 3:40

## Formazione
- Steve Vai – chitarra, tastiere
- Stuart Hamm – basso
- Chris Frazier – batteria
- Tris Imboden – batteria
- David Rosenthal – tastiere, cori
- Bob Harris – tastiere, cori
- Pia Maiocco – tastiere, cori

### Altri musicisti
- Nancy Fagen – voce
- Jamie Firlotte – voce
- David Coverdale – parlato in For the Love of God
- Rudy Sarzo – cori
- Adrian Vandenberg – cori
- Pascal Fillet – cori
- Laurel Fishman – cori
- Lillian Vai – cori
- Pam Vai – cori
- Joel Kaith – cori
- Corky Tanassy – cori
- Jamie Kornberg – cori
- Lauren Kornberg – cori
- Corinne Larue – cori
- Famin' – cori
- Darla Albright – cori
- Laura Gross – cori
- Rupert Henry – cori
- Suzanna Harris – cori
- Julian Vai – cori